# Iris hellenica
Iris hellenica är en irisväxtart som beskrevs av Mermygkas. Iris hellenica ingår i släktet irisar, och familjen irisväxter. Inga underarter finns listade i Catalogue of Life.